# Ян Зібелінк
Ян Зібелінк (нід. Jan Geurt Siebelink; нар. 13 лютого 1938, Велп) — голландський письменник, колишній вчитель французької мови та літератури, перекладач.

## Життєпис
Народився 13 лютого 1938 року у селищі Вельп, провінція Гелдерланд. Його батько займався флористикою. Навчався у міській протестантській навчальній школі та надалі вивчав французьку мову та літературу. Свій перший твір «Witte chrysanten» присвятив померлому батькові. Разом ще ж чотирма творами увійшли до збірки «Nachtschade» (1975). Оскільки з часом в голландському суспільстві інтерес до французької мови та літератури згас Зібелінк був один з небагатьох літераторів в Нідерландах, що перекладав та публікував твори французьких колег. Одружився в 1955 році, у шлюбі має троє дітей. За твір «Knielen op een bed violen», що був перекладений на чотири мови, отримав голландську літературну премію — АКО. У 2017 році перебуваючи у власному будинку — пережив напад інсульту.

## Твори
- Nachtschade (1975);
- Een lust voor het oog (1977);
- De herfst zal schitterend zijn (1980);
- En joeg de vossen door het staande koren (1982);
- De overkant van de rivier (1990);
- Pijn is genot (1992);
- Mijn leven met Tikker (1999);
- Engelen van het Duister (2001);
- Margaretha (2002);
- Eerlijke mannen op de fiets (2002);
- Knielen op een bed violen (2005);
- Margje (2015)[5]